# Basal reproduktionskvot
Basal reproduktionskvot (R0) (även kallat basalt reproduktionstal eller reproduktionstal) är ett epidemiologiskt mått på hur smittsam en infektionssjukdom är - det kan beskrivas som det förväntade antal personer som smittas av en patient som är sjuk om alla är mottagliga för infektionen. 
R0 beräknas utifrån matematiska modeller och är inte konstant för en organism utan beror på exempelvis miljöfaktorer, befolkningens beteende, skyddsåtgärder osv. 
Detta skiljer sig från det effektiva reproduktionstalet R som är antal personer som infektionen sprider sig till i den nuvarande befolkningen (där några är vaccinerade, några redan sjuka osv).
Viktiga användningsområden är för bedömning av hur snabbt en smittsam sjukdom kan spridas i en befolkning.